# Fundația Alfred Toepfer
Fundația Alfred Toepfer este o fundație germană întemeiată în Germania în anul 1931 de comerciantul Alfred Toepfer din Hamburg. Fundația se ocupă cu promovarea unificării europene și cu asigurarea diversității culturale și a înțelegerii între țările Europei.
Premiul Herder a fost susținut și fondat de această fundație (între anii 1963 și 2006), acordând premii personalităților culturale aflate în țările Europei de Est.  Printre aceștia, se numără și o serie de personalități culturale române.